# Rosetta (sonda kosmiczna)

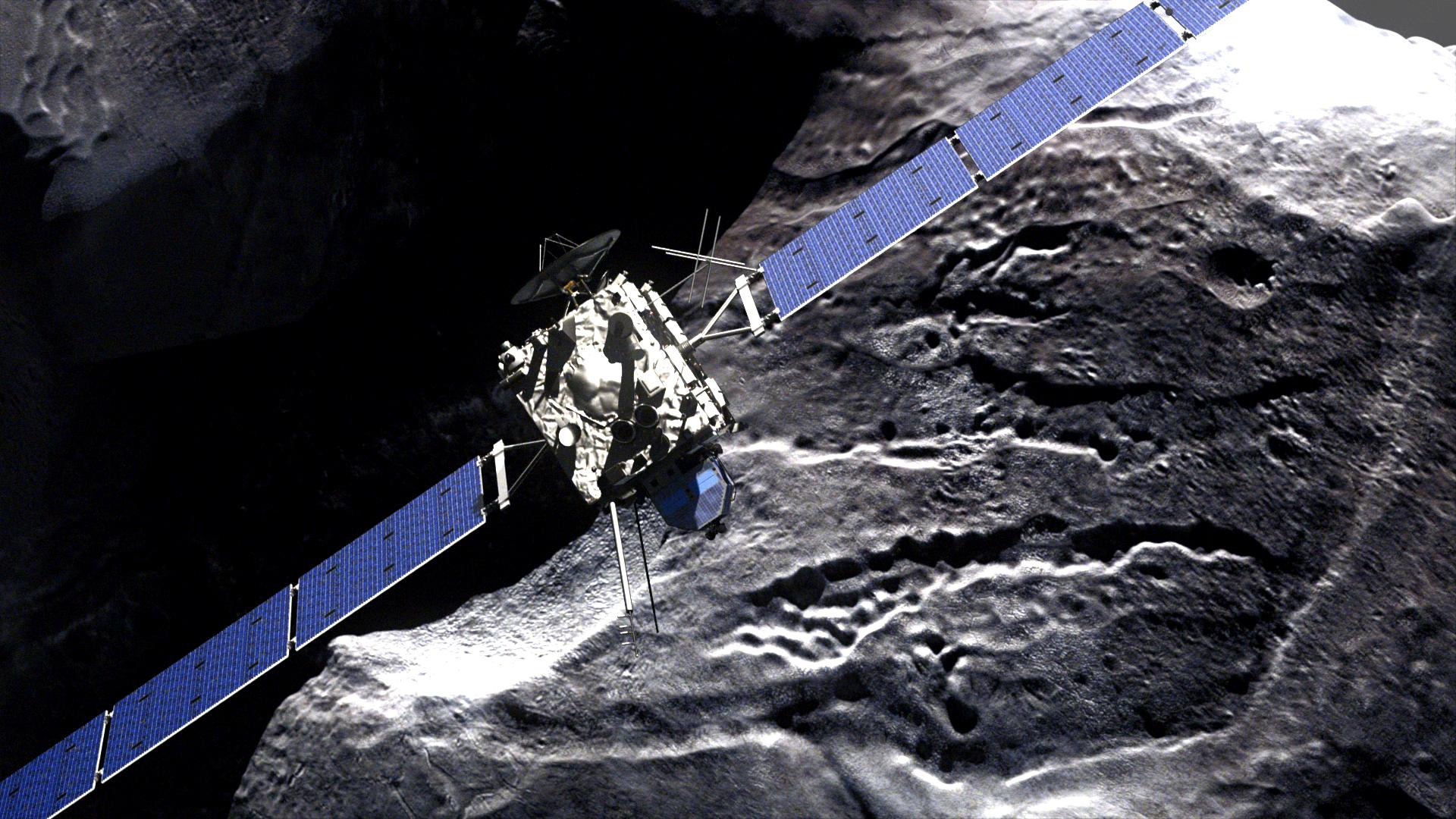
Artystyczna wizja sondy Rosetta

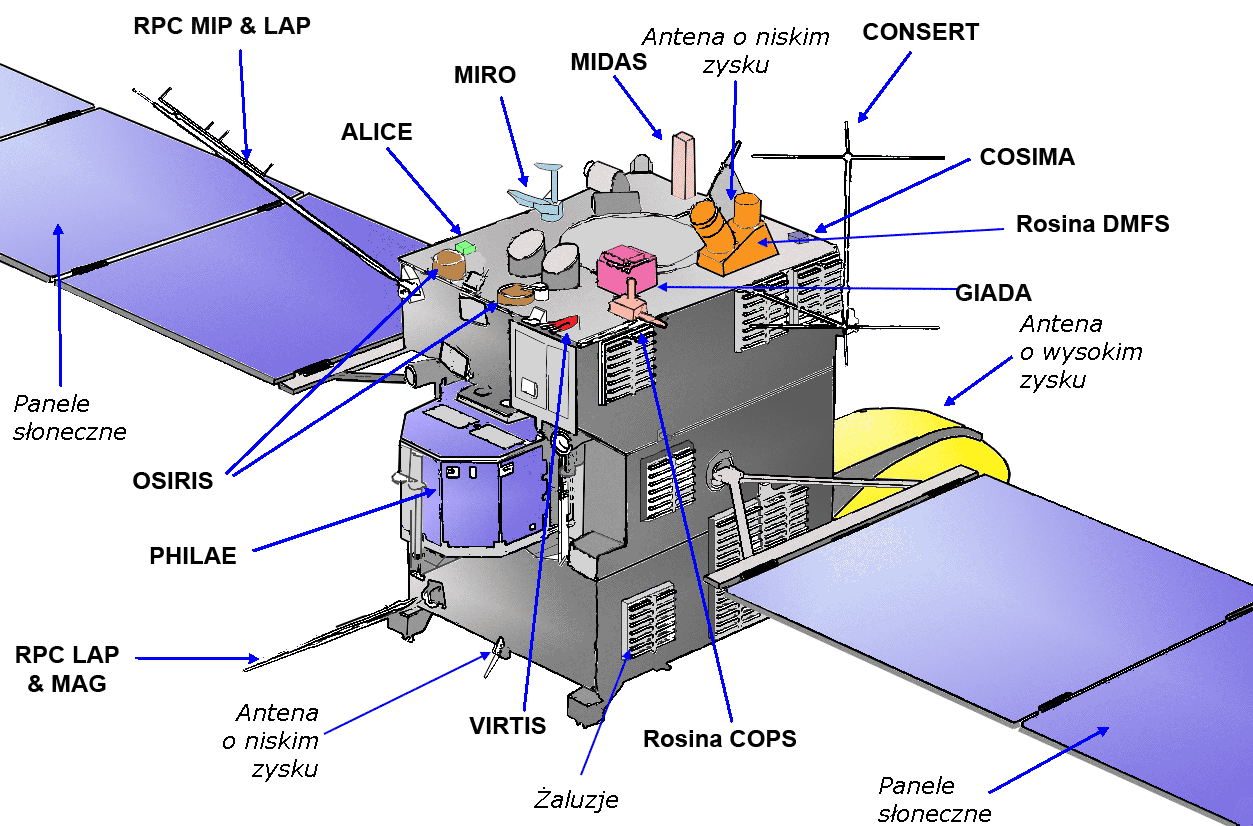
Schemat sondy Rosetta

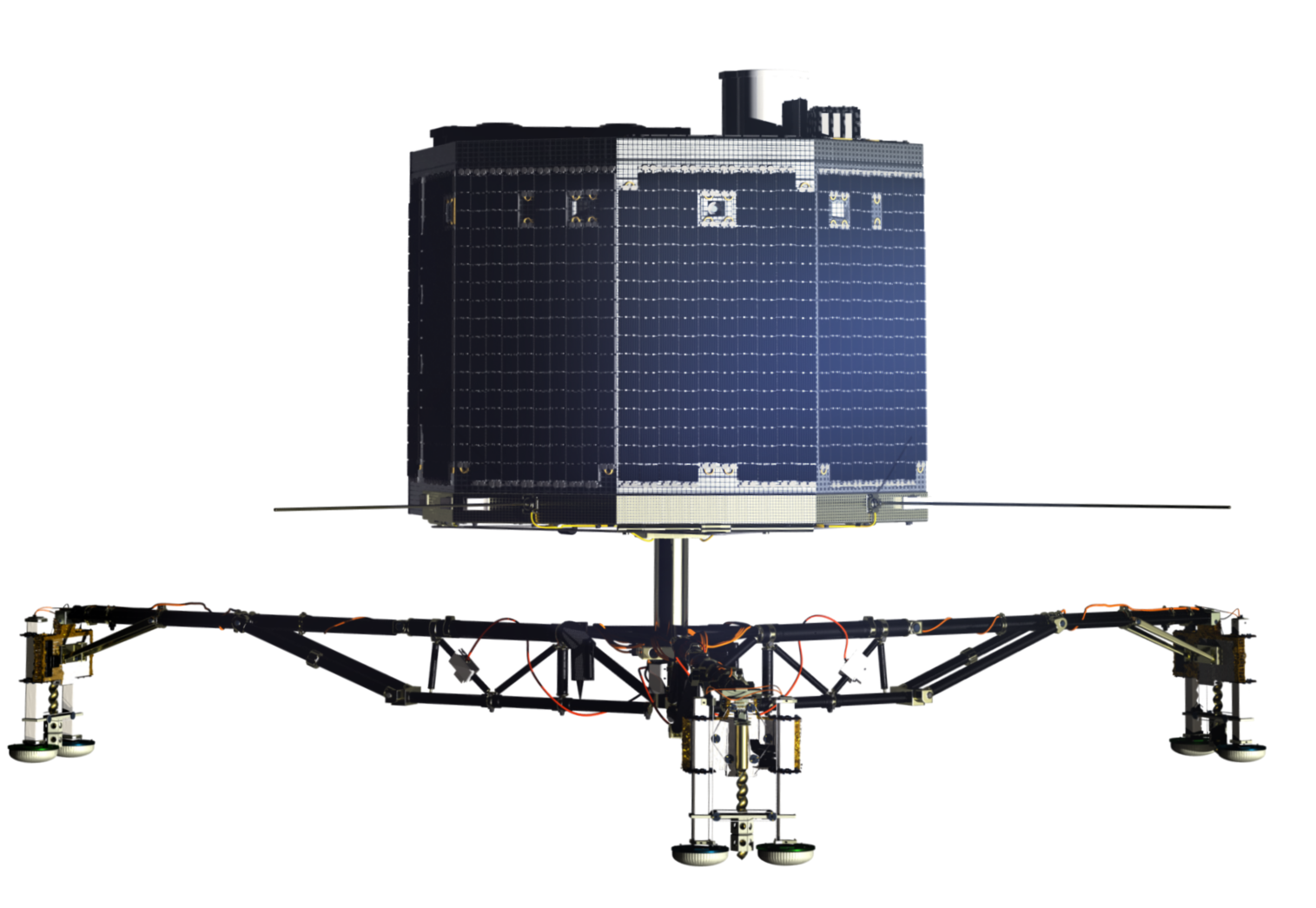
Artystyczna wizja lądownika Philae

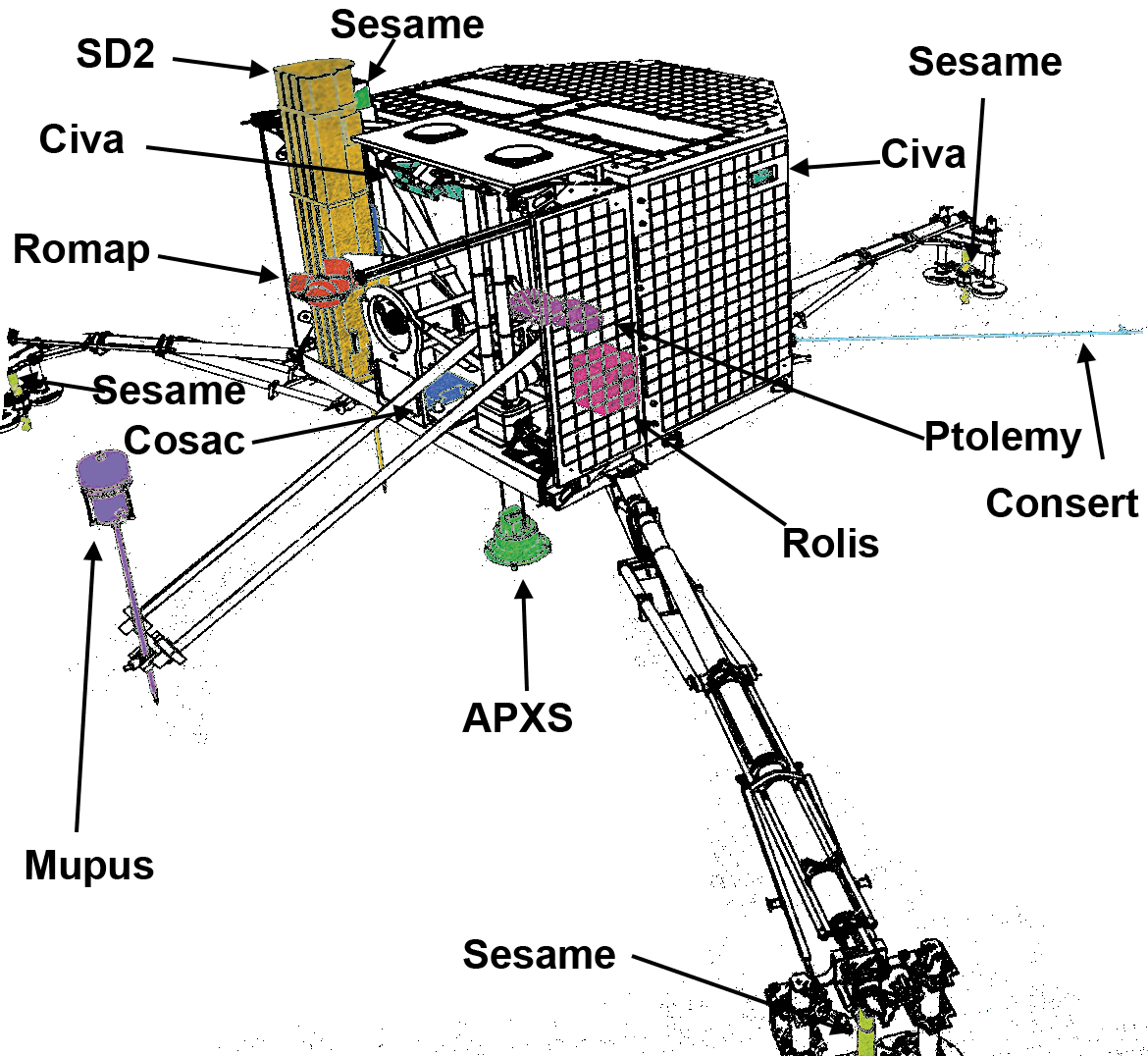
Schemat lądownika Philae

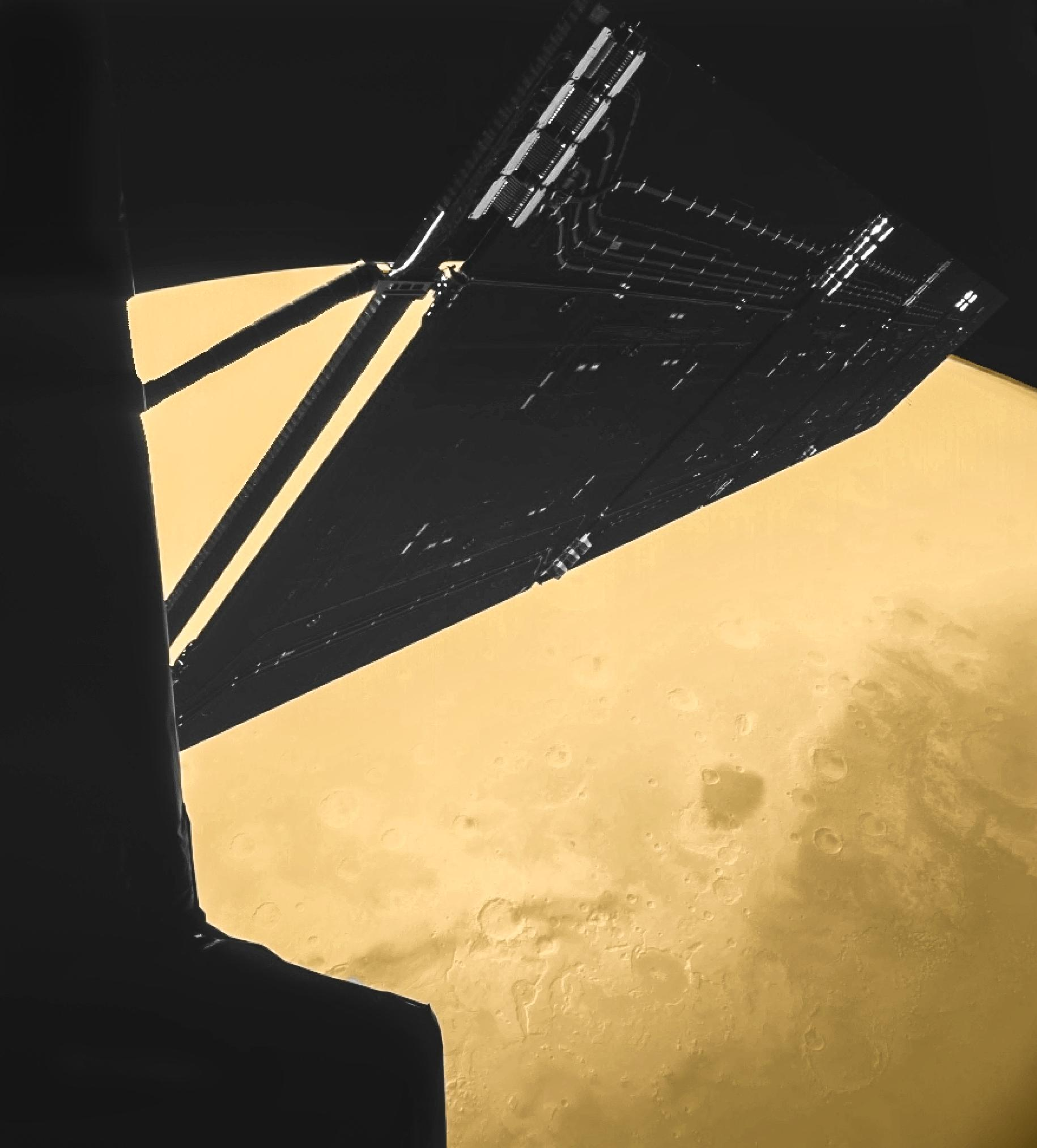
Zdjęcie wykonane podczas przelotu nad powierzchnią Marsa. Widoczne skrzydło paneli słonecznych sondy

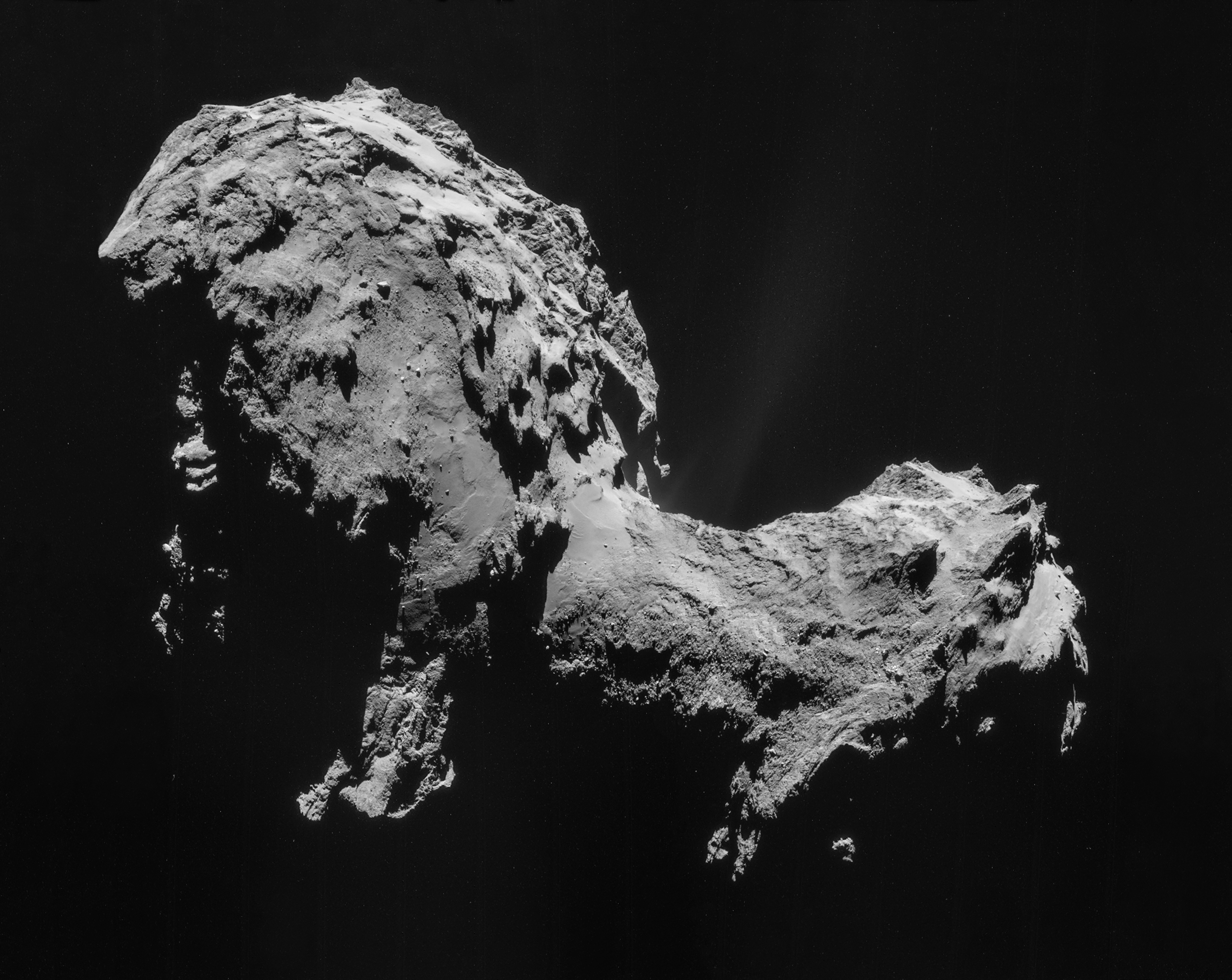
Jądro komety 67P/Czuriumow-Gierasimienko – cel misji Rosetta

Rosetta – sonda kosmiczna Europejskiej Agencji Kosmicznej (ESA), której zadaniem było wejście na orbitę wokół jądra komety 67P/Czuriumow-Gierasimienko i osadzenie na jego powierzchni lądownika. Sonda wykonywała badania in situ materii kometarnej oraz obserwacje zmian aktywności komety podczas jej zbliżania się do peryhelium i oddalania.
Misja Rosetta była misją kluczową w ramach realizowanego przez ESA programu badań kosmicznych Horizon 2000. W jej realizacji z ESA współpracowały narodowe agencje kosmiczne z kilku krajów europejskich oraz NASA. Celem misji było przeprowadzenie badań mających pomóc w poznaniu pochodzenia komet, powiązań między materią kometarną i materią międzygwiazdową oraz ich znaczenia dla powstania Układu Słonecznego.
Celem misji według pierwotnego planu lotu miała być kometa 46P/Wirtanen, jednak problemy z rakietą nośną spowodowały opóźnienie daty startu sondy o ponad rok i zmusiły do zmiany wybranego celu.
W trakcie rozpoczętej w 2004 roku misji, sonda Rosetta wykonała obserwacje dwóch mijanych w bliskiej odległości planetoid, (2867) Šteins (w 2008 r.) i (21) Lutetia (w 2010 r.) oraz dokonała przelotu obok Marsa i trzykrotnych przelotów obok Ziemi, w celu wykonania manewrów asysty grawitacyjnej. W sierpniu 2014 roku Rosetta dotarła w pobliże komety 67P/Czuriumow-Gierasimienko i weszła na orbitę wokół jej jądra. Z pokładu sondy został uwolniony lądownik Philae, który po raz pierwszy w historii wylądował na powierzchni komety. 30 września 2016 sonda dokonała kontrolowanego upadku na powierzchnię komety.

## Chronologia misji
| Wydarzenie                                                     | Data                |
| -------------------------------------------------------------- | ------------------- |
| Start sondy                                                    | 2 marca 2004        |
| Pierwsza asysta grawitacyjna Ziemi                             | 4 marca 2005        |
| Asysta grawitacyjna Marsa                                      | 25 lutego 2007      |
| Druga asysta grawitacyjna Ziemi                                | 13 listopada 2007   |
| Przelot obok planetoidy (2867) Šteins                          | 5 września 2008     |
| Trzecia asysta grawitacyjna Ziemi                              | 13 listopada 2009   |
| Przelot obok planetoidy (21) Lutetia                           | 10 lipca 2010       |
| Wejście sondy w stan hibernacji                                | 8 czerwca 2011      |
| Wyjście sondy ze stanu hibernacji                              | 20 stycznia 2014    |
| Manewry spotkania z kometą                                     | maj – sierpień 2014 |
| Dotarcie w pobliże komety                                      | 6 sierpnia 2014     |
| Początek wykonywania map komety                                | sierpień 2014       |
| Lądowanie Philae na powierzchni komety                         | 12 listopada 2014   |
| Przejście przez peryhelium                                     | 13 sierpnia 2015    |
| Zakończenie misji podstawowej                                  | 31 grudnia 2015     |
| Upadek na powierzchnię komety i zakończenie misji przedłużonej | 30 września 2016    |

## Nazwa misji
Nazwa misji i wykonującej ją sondy pochodzi od kamienia z Rosetty, niekompletnej kamiennej steli z wyrytym w trzech wersjach (po egipsku pismem hieroglificznym i demotycznym oraz po grecku) dekretem dotyczącym Ptolemeusza V. Odkryta w 1799 r. stela odegrała kluczową rolę w rozszyfrowaniu egipskich hieroglifów. Naukowcy mieli nadzieję, że misja Rosetta odegra podobnie kluczową rolę w zrozumieniu tajemnic ewolucji Układu Słonecznego.
Nazwa lądownika pochodzi od położonej na Nilu wyspy File, na której został odnaleziony obelisk z dwujęzyczną inskrypcją, zawierającą zapisane w egipskich hieroglifach nazwiska Ptolemeusz i Kleopatra. Dostarczyło to wskazówek, dzięki którym Jean-François Champollion odczytał hieroglify z kamienia z Rosetty.

## Cele misji
Celem misji sondy Rosetta było przeprowadzenie badań mających pomóc w poznaniu pochodzenia komet, powiązań między materią kometarną i materią międzygwiazdową oraz ich znaczenia dla powstania Układu Słonecznego.
W celu osiągnięcia tego zadania przed sondą postawiono szereg celów obserwacyjnych:
- Globalne scharakteryzowanie jądra kometarnego: jego właściwości dynamicznych, składu i morfologii powierzchni.
- Zbadanie składu chemicznego, mineralogicznego i izotopowego substancji lotnych i stałych na powierzchni jądra.
- Określenie własności fizycznych i zależności występujących pomiędzy substancjami lotnymi i stałymi jądra.
- Obserwacja faz rozwoju aktywności kometarnej i procesów zachodzących w warstwie powierzchniowej jądra oraz w wewnętrznej komie (interakcje pomiędzy gazem i pyłem).
- Globalne scharakteryzowanie mijanych planetoid, w tym określenie ich właściwości dynamicznych, składu i morfologii powierzchni.

## Konstrukcja sondy

### Orbiter Rosetta
Kadłub sondy był wykonany z aluminium i miał kształt prostopadłościanu o wymiarach 2,8 × 2,1 × 2,0 m. Z przeciwnych stron kadłuba rozpościerały się dwa panele ogniw słonecznych, każdy o długości 14 m i powierzchni 32 m². Całkowita rozpiętość sondy wraz z rozłożonymi panelami ogniw to 32 m. Orbiter składał się z dwóch głównych elementów – modułu ładunku (Payload Support Module), zawierającego instrumenty naukowe oraz z modułu serwisowego (Bus Support Module) z pozostałymi systemami sondy. Ruchoma antena paraboliczna o wysokim zysku przymocowana była do boku kadłuba przeciwległego w stosunku do lądownika Philae. Panel instrumentów naukowych był zamontowany na szczycie sondy i podczas fazy operacyjnej misji był stale zwrócony w kierunku komety, podczas gdy antena i panele słoneczne były skierowane, odpowiednio, w stronę Ziemi i Słońca. Radiatory i żaluzje systemu kontroli temperatury znajdowały się na tylnym i bocznych panelach, odwróconych od Słońca i komety.
W centrum kadłuba umieszczone były dwa zbiorniki materiałów pędnych, zawierające łącznie 660 kg monometylohydrazyny (paliwo) i 1060 kg tetratlenku diazotu (utleniacza) oraz cztery zbiorniki z gazem ciśnieniowym. Sonda była stabilizowana trójosiowo. Zestaw 24 silników, o ciągu 10 N każdy, służył do kontroli orientacji sondy i wykonywania korekt kursu. W skład systemu kontroli położenia wchodziły także cztery koła reakcyjne, dwa szukacze gwiazd, czujniki Słońca, kamery nawigacyjne i trzy zestawy żyroskopów laserowych.
Rosetta była pierwszą sondą, która oddalając się od Słońca poza główny pas planetoid, do zasilania w energię wykorzystywała ogniwa słoneczne. Wykonane z krzemu ogniwa, o łącznej powierzchni 64 m², dostarczały energii o mocy 395 W w odległości 5,25 au od Słońca i 850 W w odległości 3,4 au. Ogniwa ładowały cztery akumulatory niklowo-kadmowe o łącznej pojemności 40 Ah i napięciu wyjściowym 28 V.
Łączność z sondą zapewniały: ruchoma antena paraboliczna o wysokim zysku i średnicy 2,2 m, nieruchoma antena o średnim zysku i średnicy 0,8 m oraz dwie wielokierunkowe anteny o niskim zysku. W systemie łączności znajdowały się wzmacniacz z lampą o fali bieżącej w paśmie X o mocy 28 W i podwójny transponder w pasmach S i X o mocy 5 W. Odbiór rozkazów z Ziemi odbywał się w paśmie S, natomiast do transmisji danych telemetrycznych i naukowych z sondy wykorzystywano pasmo S i pasmo X. Szybkość transmisji danych wynosiła od 5 do 20 kilobitów na sekundę.
Głównym wykonawcą sondy było Astrium GmbH we Friedrichshafen, które przewodziło zespołowi przemysłowemu złożonemu z ponad 50 podwykonawców z 14 krajów europejskich i Stanów Zjednoczonych.

### Lądownik Philae
Lądownik Philae miał kształt otwartego z jednej strony sześciokątnego cylindra o średnicy około 1 m i wysokości 0,8 m, połączonego z trójnożną podstawą. Konstrukcja została wykonana z włókna węglowego oraz aluminium. Całkowita masa lądownika wynosiła 97,9 kg, w tym 26,7 kg aparatury naukowej. Na pokładzie umieszczono 9 instrumentów naukowych oraz urządzenie wiertnicze zdolne do pobrania próbek gruntu z głębokości do 23 cm. Dodatkowa masa systemów pomocniczych lądownika, które pozostały na pokładzie orbitera po rozłączeniu, to 13,1 kg. W ich skład wchodziły pomocnicze systemy mechaniczne, w tym służące do odłączenia lądownika, oraz systemy elektryczne, w tym część systemu telekomunikacyjnego.
W skład kadłuba wchodziły:
- płyta podstawna z otwartą platformą dla eksperymentów naukowych;
- kaptur osłaniający termicznie izolowane wnętrze kadłuba, pokryty ogniwami słonecznymi;
- kratownica tworząca sztywne połączenie z orbiterem podczas startu i wspólnego lotu.

Kadłub był połączony z trójnożną podstawą za pomocą przegubu Cardana, który umożliwiał obracanie kadłuba o 360° wokół podstawy oraz zmianę kąta jego nachylenia do powierzchni. Podstawę wyposażono w urządzenie kotwiczące, zaopatrzone w dwa harpuny – główny i zapasowy. W momencie zetknięcia z gruntem jądra komety powinien zostać wystrzelony harpun, a silnik urządzenia kotwiczącego miał napiąć jego długą na 2,5 m linę, by przymocować lądownik do powierzchni. Jednocześnie w momencie lądowania, na kilka sekund, miał zostać odpalony skierowany „w górę” silnik zasilany azotem, co zapobiegłoby odbiciu się lądownika od powierzchni. Większość energii kinetycznej wyzwolonej w momencie uderzenia przy lądowaniu, miała zostać rozproszona przez mechanizm oparty na silniku, który przemieniał energię uderzenia w energię elektryczną. Po wylądowaniu, z każdej ze stóp podstawy miała zostać wkręcona w powierzchnię gruntu śruba, zapobiegająca późniejszemu przesuwaniu się lądownika.
Do stabilizacji położenia lądownika podczas fazy opadania na powierzchnię komety służyło wewnętrzne koło zamachowe, o masie 2,9 kg i momencie pędu 6,2 N·m·s, obracające się z szybkością 9600 obrotów na minutę. W razie potrzeby opadanie lądownika mogło być wspomożone przez odpalenie silnika zasilanego azotem.
System kontroli termicznej lądownika był w stanie utrzymywać temperaturę w jego wnętrzu w zakresie pomiędzy –55 a +70 °C.
Redundantny system sterowania (Command and Data Management System) kontrolował wszystkie funkcje lądownika, przekazywał komendy do jego systemów i instrumentów, zarządzał magazynowaniem i transmisją danych telemetrycznych.
W skład systemu zasilania w energię wchodziły ogniwa słoneczne oraz baterie główne i pomocnicze. Podczas wspólnego lotu, aż do momentu rozłączenia, energia elektryczna dla lądownika była dostarczana z pokładu orbitera. Baterie główne, litowe chlorkowo-tionylowe (Li/SOCl2), były zaprojektowane do użycia podczas pierwszych pięciu dni pracy na powierzchni komety. Miały one początkową pojemność około 1200 Wh i nie były przeznaczone do powtórnego naładowania. W przeciwieństwie do nich, baterie pomocnicze, litowo-jonowe, mogły być doładowywane z pokładu orbitera, a po rozłączeniu przez baterie słoneczne lądownika. Ich pojemność początkowa wynosiła około 150 Wh i miały być głównym źródłem energii podczas fazy długotrwałych operacji lądownika na komecie. Kadłub pokrywały krzemowe ogniwa słoneczne o łącznej powierzchni 2,2 m², które w odległości 3 au od Słońca dostarczały około 9 W energii elektrycznej.
Łączność lądownika Philae z Ziemią odbywała się za pośrednictwem orbitera Rosetta. System łączności składał się z pracującego w paśmie S nadajnika o mocy 1 W i dwóch anten mikropaskowych. Szybkość transmisji między lądownikiem a orbiterem wynosiła 16 kilobitów na sekundę, z czego około 10 kilobitów na sekundę przypadało na dane z instrumentów naukowych.

## Instrumenty naukowe

### Orbiter Rosetta
| Instrument                                                            | Opis instrumentu - Kierownik (Principal Investigator) |
| --------------------------------------------------------------------- | --- |
| OSIRIS (Optical, Spectroscopic, and Infrared Remote Imaging System)   | Główny instrument obrazujący sondy. Składa się z dwóch kamer oraz wspólnej dla obu kamer części elektroniki. Łączna masa 35 kg. - WAC (Wide Angle Camera) – kamera szerokokątna o ogniskowej 140 mm/131 mm, f/5.6, polu widzenia 11,35 – 12,11° i zdolności rozdzielczej 101 μrad/piksel (20,5″/piksel). Detektor z matrycy CCD o rozdzielczości 2048 × 2048 pikseli. 14 filtrów barwnych w zakresie długości fal 240 – 720 nm. Masa 9,48 kg. - NAC (Narrow Angle Camera) – kamera wąskokątna o ogniskowej 717,4 mm, f/8, polu widzenia 2,20 – 2,22° i zdolności rozdzielczej 18,6 μrad/piksel (3,8″/piksel). Detektor z matrycy CCD o rozdzielczości 2048 × 2048 pikseli. 12 filtrów barwnych w zakresie długości fal 250 – 1000 nm. Masa 13,2 kg. - Holger Sierks, Max-Planck-Institut für Sonnensystemforschung, Katlenburg-Lindau, Niemcy |
| ALICE (Ultraviolet Imaging Spectrometer)                              | Spektrometr obrazujący w ultrafiolecie. Zbada skład gazów w komie i warkoczu komety, tempo emisji wody, tlenku i dwutlenku węgla oraz skład powierzchni jądra. Obserwacje w zakresie długości fal 680 – 2060 Å. Rozdzielczość widmowa 4-8 Å dla źródeł punktowych, 8-12 Å dla źródeł rozciągłych. Rozdzielczość przestrzenna 0,05° × 0,6°. Pole widzenia 0,05° × 6,0°. Masa 3,0 kg. - Alan Stern, Southwest Research Institute, Boulder w Kolorado, Stany Zjednoczone |
| VIRTIS (Visible and Infrared Thermal Imaging Spectrometer)            | Spektrometr obrazujący w świetle widzialnym i podczerwieni. Zbada skład i temperaturę na powierzchni jądra komety. W skład instrumentu wchodzą trzy kanały detekcyjne: dwa kanały (VIRTIS-M) wykonują mapowanie spektralne w zakresie 0,25 – 5 μm, trzeci kanał (VIRTIS-H) wykonuje spektroskopię w wysokiej rozdzielczości w zakresie 2 – 5 μm. Masa 23 kg. - Fabrizio Capaccioni, Istituto di Astrofisica e Planetologia Spaziali, Rzym, Włochy |
| MIRO (Microwave Instrument for the Rosetta Orbiter)                   | Spektrometr i radiometr mikrofalowy mierzący obfitość i skład izotopowy substancji lotnych (H2O, CO, CH3OH, NH3, 17O/16O i 18O/16O) oraz mierzący temperaturę podpowierzchniową jądra komety i mijanych planetoid. W skład instrumentu wchodzą dwa odbiorniki heterodynowe o częstotliwościach centralnych 190 GHz (~1,6 mm) i 562 GHz (~0,5 mm) o planowanej rozdzielczości przestrzennej 75 m (w zakresie milimetrowym) i 25 m (w zakresie submilimetrowym) i rozdzielczości widmowej < 100 kHz (w zakresie submilimetrowym) oraz czułości radiometrycznej 1 K. Masa 19,9 kg. - Samuel Gulkis, Jet Propulsion Laboratory, Pasadena w Kalifornii, Stany Zjednoczone |
| ROSINA (Rosetta Orbiter Spectrometer for Ion and Neutral Analysis)    | Zestaw instrumentów złożony z dwóch spektrometrów mas jonów i cząstek neutralnych oraz z czujnika ciśnienia. Zbada skład atmosfery i jonosfery kometarnej, zmierzy temperaturę i prędkości cząstek gazu i jonów oraz określi reakcje w jakich one uczestniczą. - Double Focusing Mass Spectrometer (DFMS) – podwójnie ogniskujący magnetyczny spektrometr mas pracujący w zakresie od 12 do > 130 amu, z rozdzielczością m/Δm > 3000 (w wysokości piku 1%). - Reflectron Time-of-Flight (RTOF) – spektrometr mas typu time-of-flight pracujący w zakresie od 1 do ∼300 amu, z rozdzielczością m/Δm > 500 (w wysokości piku 1%). - Comet Pressure Sensor (COPS) – dwa czujniki przeznaczone do pomiarów gęstości i prędkości gazów kometarnych. - Kathrin Altwegg, Universität Bern, Szwajcaria |
| COSIMA (Cometary Secondary Ion Mass Analyser)                         | Analizator przeznaczony do badania składu cząstek pyłu kometarnego, wyposażony w spektrometr mas jonów wtórnych typu time-of-flight, pracujący w zakresie od 1 do 3500 amu, z rozdzielczością m/Δm > 2000 (w wysokości piku 50%, dla m = 100 amu). Masa 19,8 kg. - Martin Hilchenbach, Max-Planck-Institut für Sonnensystemforschung, Katlenburg-Lindau, Niemcy |
| MIDAS (Micro-Imaging Dust Analysis System)                            | Mikroskop sił atomowych wykonujący obrazy cząstek pyłowych z rozdzielczością 4 nm. Masa 8,2 kg. - Mark Bentley, Institut für Weltraumforschung, Graz, Austria |
| GIADA (Grain Impact Analyser and Dust Accumulator)                    | Detektor cząstek pyłowych. Określi ilość, masę, pęd i dystrybucję prędkości cząstek pyłu w otoczeniu komety. Składa się z systemu detekcji optycznej, piezoelektrycznego detektora uderzeń o powierzchni 100 cm² i zestawu pięciu mikrowag. - Alessandra Rotundi, Università degli Studi di Napoli "Parthenope", Neapol, Włochy |
| RPC (Rosetta Plasma Consortium)                                       | Zestaw pięciu instrumentów posiadających wspólny interfejs elektryczny i przesyłu danych z orbiterem. Instrumenty przeznaczone są do wykonywania pomiarów środowiska plazmowego komety. Masa całkowita 7,5 kg. - Ion Composition Analyser (ICA) – analizator jonów dodatnich w zakresie energii 25 eV – 40 keV. Masa 2,0 kg. - Hans Nilsson, Institutet för rymdfysik, Kiruna, Szwecja - Ion and Electron Sensor (IES) – dwa analizatory elektrostatyczne dla jonów i elektronów, w zakresie energii 1 eV/e – 22 keV/e. Masa 1,04 kg. - James Burch, Southwest Research Institute, San Antonio w Teksasie, Stany Zjednoczone - Langmuir Probe (LAP) – dwie sondy Langmuira. Pomiary gęstości plazmy, temperatury elektronowej i prędkości przepływu plazmy. - Anders Eriksson, Institutet för rymdfysik, Uppsala, Szwecja - Fluxgate Magnetometer (MAG) – dwa trójosiowe magnetometry transduktorowe umieszczone na wysięgniku o długości 1,5 m. Pomiary pól magnetycznych w zakresie ± 16384 nT. - Karl-Heinz Glassmeier, Technische Universität, Braunschweig, Niemcy - Mutual Impedance Probe (MIP) – czujnik impedancyjny z elektrodami nadawczymi i odbiorczymi. Pomiary gęstości i temperatury elektronowej, prędkości przepływu plazmy, fal w zakresie częstotliwości 7 kHz – 3,5 MHz, monitorowanie aktywności jądra komety. - Jean-Pierre Lebreton, Laboratoire de Physique et Chimie de l'Environnement et de l'Espace, Orlean, Francja - Plasma Interface Unit (PIU) – wspólny interfejs danych i zasilania dla zestawu instrumentów RPC oraz przetwarzanie danych z instrumentu MAG. - Christopher Carr, Imperial College of Science, Technology and Medicine, Londyn, Wielka Brytania |
| CONSERT (Comet Nucleus Sounding Experiment by Radiowave Transmission) | Transponder radiowy z analizą czasową i dwie anteny dipolowe (na orbiterze). Wykonanie sondowania wnętrza jądra kometarnego przy użyciu trwających 25,5 mikrosekund impulsów radiowych o częstotliwości 90 MHz przesyłanych pomiędzy orbiterem i lądownikiem. - Wlodek Kofman, Institut de Planétologie et d'Astrophysique de Grenoble, Grenoble, Francja |
| RSI (Radio Science Investigation)                                     | System telekomunikacyjny sondy w pasmach X i S z ultrastabilnym oscylatorem oraz systemy odbiorcze na Ziemi. Sygnały radiowe z nadajnika sondy posłużą do pomiarów masy, rozmiarów i struktury jądra, własności komy oraz orbity komety. - Martin Pätzold, Rheinisches Institut für Umweltforschung an der Universität zu Köln (RIU-PF), Kolonia, Niemcy |

### Lądownik Philae
| Instrument                                                            | Opis instrumentu - Kierownik (Principal Investigator) |
| --------------------------------------------------------------------- | --- |
| ÇIVA (Comet Infrared and Visible Analyser)                            | Zestaw instrumentów obrazujących: - ÇIVA-P – zestaw 7 mikrokamer (5 kamer pojedynczych i para stereoskopowa) wykonujący panoramiczne fotografie powierzchni komety; matryce CCD każdej kamery mają rozdzielczość 1024 × 1024 pikseli. - ÇIVA-M – mikroskop optyczny (ÇIVA-M/V) o rozdzielczości 7 μm połączony z mikroskopowym hiperspektralnym spektrometrem obrazującym w podczerwieni (ÇIVA-M/I) w zakresie spektralnym 1–4 μm. Wykona obserwacje składu, tekstury i albedo próbek pobranych z powierzchni komety. - Jean-Pierre Bibring, Institut d'Astrophysique Spatiale, Université Paris Sud, Orsay, Francja |
| ROLIS (Rosetta Lander Imaging System)                                 | Kamera z matrycą CCD o rozdzielczości 1024 × 1024 pikseli. Wykona zdjęcia powierzchni komety podczas fazy opadania lądownika. Po wylądowaniu pole widzenia o powierzchni ok. 40 × 40 cm z rozdzielczością 0,4 mm/piksel. 4 kanały barwne: czerwony, zielony, niebieski i w podczerwieni. Oświetlenie powierzchni przez diody LED świecące w zakresach: 470, 530, 640 i 870 nm. Masa 0,944 kg. - Stefano Mottola, Deutsches Zentrum für Luft- und Raumfahrt, Berlin, Niemcy |
| APXS (Alpha Particle X-Ray Spectrometer)                              | Spektrometr promieniowania rentgenowskiego i cząstek alfa przeznaczony do badania składu chemicznego powierzchni komety w miejscu lądowania. - Göstar Klingelhöfer, Johannes Gutenberg-Universität, Moguncja, Niemcy |
| COSAC (Cometary Sampling and Composition Experiment)                  | Zestaw instrumentów złożony z chromatografu gazowego i spektrometru mas typu time-of-flight pracującego w zakresie od 1 do 1500 amu. Przeznaczony do wykonania analizy składu substancji lotnych w materii kometarnej ze szczególnym uwzględnieniem detekcji cząsteczek złożonych związków organicznych i określenia ich chiralności. - Fred Goesmann, Max-Planck-Institut für Sonnensystemforschung, Katlenburg-Lindau, Niemcy |
| Ptolemy                                                               | Zestaw instrumentów złożony z chromatografu gazowego i spektrometru mas z pułapką jonową. Przeznaczony do wykonania analizy składu izotopowego pierwiastków lekkich na powierzchni komety. - Ian Wright, Open University, Milton Keynes, Wielka Brytania |
| MUPUS (Multi-Purpose Sensors for Surface and Subsurface Science)      | Zestaw czujników do pomiaru własności mechanicznych i termicznych powierzchni komety. W skład zestawu wchodzą: - akcelerometr w kotwicy (ANC-M) - czujnik temperatury w kotwicy (ANC-T) - radiometr podczerwieni (TM) - czujnik głębokości penetratora (PEN-M) - czujniki temperatury w penetratorze (PEN-TP) - czujniki przewodności cieplnej w penetratorze (PEN-THC) - Tilman Spohn, Institut für Planetenforschung, Deutsches Zentrum für Luft- und Raumfahrt, Berlin, Niemcy |
| SESAME (Surface Electric Sounding and Acoustic Monitoring Experiment) | Zestaw trzech instrumentów do pomiaru własności mechanicznych i elektrycznych powierzchni komety oraz pomiaru pyłu: - CASSE (Cometary Acoustic Surface Sounding Experiment) – eksperyment sondowania akustycznego powierzchni jądra komety. - Klaus Seidensticker, German Aerospace Center, Institute of Planetary Research, Asteroids and Comets, Berlin, Niemcy - PP (Permittivity Probe) – czujnik własności elektrycznych (przewodnictwa i przenikalności) powierzchni. Posłuży do określenia zawartości lodu wodnego w warstwie powierzchniowej komety. - Walter Schmidt, Finnish Meteorological Institute, Helsinki, Finlandia - DIM (Dust Impact Monitor) – piezoelektryczny detektor cząstek pyłowych opadających na powierzchnię jądra. - Harald Krueger, Max-Planck-Institute for Solar System Research, Getynga, Niemcy |
| ROMAP (Rosetta Lander Magnetometer and Plasma Monitor)                | Zestaw instrumentów przeznaczony do pomiarów plazmy i pola magnetycznego. W skład zestawu wchodzą: magnetometr transduktorowy, analizator elektrostatyczny, puszka Faradaya oraz dwa czujniki ciśnienia (próżniomierze Penninga i Piraniego). Instrumenty przeprowadzą pomiary pól magnetycznych w zakresie ± 2000 nT, pomiary jonów w zakresie energii 40 eV – 8 keV i elektronów w zakresie 0,35 eV – 4,2 keV oraz ciśnienia w zakresie 10−8 – 101 mbar. - Hans-Ulrich Auster, Technische Universität, Brunszwik, Niemcy i István Apáthy, KFKI, Budapeszt, Węgry |
| CONSERT (Comet Nucleus Sounding Experiment by Radiowave Transmission) | Transponder radiowy z analizą czasową i dwie anteny monopolowe (na lądowniku). Wykonanie sondowania wnętrza jądra kometarnego przy użyciu trwających 25,5 mikrosekund impulsów radiowych o częstotliwości 90 MHz przesyłanych pomiędzy orbiterem i lądownikiem. - Wlodek Kofman, Institut de Planétologie et d'Astrophysique de Grenoble, Grenoble, Francja |
| SD2 (Sampler, Drill and Distribution System)                          | Urządzenie wiertnicze zdolne do pobrania próbek gruntu o objętości 10–40 mm³ z głębokości do 23 cm i dostarczenia ich do instrumentów analizujących ÇIVA-M, COSAC i Ptolemy. - Amalia Ercoli-Finzi, Politecnico di Milano, Mediolan, Włochy |

W przygotowaniu eksperymentu MUPUS, w tym konstrukcji urządzenia wbijającego dla penetratora, czujników temperatury i głębokości penetratora, wzięli udział polscy naukowcy z Centrum Badań Kosmicznych PAN w Warszawie i kilkunastu innych placówek badawczo-rozwojowych w Polsce. Zostali zaproszeni do współpracy przez pracowników Niemieckiej Agencji Kosmicznej DLR.

## Przygotowania do misji
W 1984 roku Europejska Agencja Kosmiczna rozpoczęła proces planowania długofalowego programu przyszłych badań przestrzeni kosmicznej, który otrzymał nazwę Horizon 2000. Misja do pierwotnych ciał Układu Słonecznego, ze sprowadzeniem próbki ich materii na Ziemię, została zaproponowana jako kluczowa misja międzyplanetarna w ramach tego programu. W maju 1985 roku Grupa Robocza ds. Układu Słonecznego (Solar System Working Group) agencji ESA, zarekomendowała sprowadzenie próbki z jądra kometarnego. Stanowiło to kontynuację europejskiego programu badań komet, zapoczątkowanego przez misję Giotto do komety Halleya.
Ze względu na złożoność techniczną przedsięwzięcia i przewidywane koszty, przewyższające możliwości ESA, misja miała zostać zrealizowana we współpracy z amerykańską agencją NASA. Pod koniec 1985 roku powstał wspólny zespół obu agencji kosmicznych (ESA/NASA Science Definition Team), którego zadaniem było określenie szczegółowych celów naukowych misji. W następnych latach powstał projekt misji, początkowo znanej jako Comet Nucleus Sample Return, której w 1987 roku nadano nazwę Rosetta.
NASA miała zapewnić rakietę nośną, łączność wykorzystującą sieć Deep Space Network oraz dostarczyć człon przelotowy, oparty na sondzie typu Mariner Mark-II projektowanej dla misji CRAF i Cassini-Huygens. ESA miała dostarczyć lądownik zaopatrzony w urządzenie wiertnicze pobierające próbki gruntu oraz kapsułę powrotną sondy. Jako cele misji rozważano różne komety i możliwe trajektorie lotu, wymagające różnych mas startowych i harmonogramów. Po dotarciu do wybranej komety, sonda miała w całości wylądować na jej powierzchni. Po pobraniu próbek gruntu i przeniesieniu ich do kapsuły powrotnej, człon przelotowy wraz z kapsułą miały wystartować do lotu na Ziemię.
W 1991 roku, z powodu problemów finansowych i programowych agencji NASA, związanych z projektem misji kometarnej CRAF, zrezygnowała ona z dalszego udziału w projekcie Rosetta. Zmusiło to ESA, na początku 1992 roku, do zmiany koncepcji misji. Zrezygnowano ze sprowadzenia próbek materii kometarnej na Ziemię, zamiast tego postanawiając wykonać możliwie szczegółowe badania in situ przez zestaw instrumentów umieszczonych na pokładzie orbitera i na powierzchni komety. W listopadzie 1993 roku Rosetta została oficjalnie przyjęta do realizacji przez Komitet Programu Naukowego (Science Programme Committee) ESA, jako trzecia z kolei misja kluczowa w ramach programu Horizon 2000. W marcu 1995 roku ogłoszono konkurs (Announcement of Opportunity) na ładunek naukowy misji, który po przeprowadzeniu procesu selekcji został zatwierdzony w lutym 1996 roku.
Przyjęty projekt początkowo przewidywał użycie dwóch lądowników, o masie około 45 kg każdy, nazwanych Champollion i RoLand. Champollion był przygotowywany przez połączony zespół z NASA Jet Propulsion Laboratory i francuskiej agencji kosmicznej CNES. RoLand był projektowany przez konsorcjum europejskie pod kierunkiem niemieckiej agencji DLR. We wrześniu 1996 roku ograniczenia finansowe zmusiły NASA do wycofania się także z projektu lądownika Champollion. Zespół z agencji CNES przyłączył się wtedy do konsorcjum lądownika RoLand. Przeprojektowany lądownik, o większej niż wcześniej planowano masie, przejął zadania z obydwu poprzednich konstrukcji. Był on nazywany Rosetta Lander, a w lutym 2004 roku otrzymał nazwę Philae.
Jako cel misji Rosetta została wybrana krótkookresowa kometa 46P/Wirtanen. Start sondy zaplanowano na styczeń 2003 roku. W drodze do celu, Rosetta miała wykonać manewr asysty grawitacyjnej podczas przelotu obok Marsa (26 sierpnia 2005), dwukrotne manewry asysty grawitacyjnej ze strony Ziemi (28 listopada 2005 i 28 listopada 2007) oraz przelecieć w bliskiej odległości obok planetoidy (4979) Otawara (11 lipca 2006) i planetoidy (140) Siwa (24 lipca 2008). Dotarcie do komety 46P/Wirtanen planowano na 29 listopada 2011 roku.
W sierpniu 2002 testowano Rosettę w ośrodku ESTEC, należącym do Europejskiej Agencji Kosmicznej, w Holandii. Oddzielone od zewnętrznego świata tak zwaną klatką Faradaya instrumenty sondy włączono, aby sprawdzić, czy się wzajemnie nie zakłócają. Testy dotyczące wszystkich zaplanowanych faz lotu przeprowadzono wielokrotnie aż do uzyskania całkowitej pewności, że statek jest w doskonałej formie. Podczas każdej zaawansowanej misji kosmicznej konstruowane są co najmniej dwa statki – inżynieryjny i lotny. Inżynierowie starają się zachować wierność ich podstawowych elementów, co pozwala na analizę ewentualnych problemów z sondą znajdującą się miliony kilometrów od Ziemi.
We wrześniu 2002 roku Rosetta została przetransportowana na kosmodrom Kourou w Gujanie Francuskiej, gdzie zgodnie z planem przebiegały przygotowania do startu wyznaczonego na 13 stycznia 2003. 11 grudnia 2002 roku doszło do katastrofy podczas pierwszego startu nowej wersji rakiety nośnej Ariane 5 ECA. Chociaż Rosetta miała być wyniesiona przez inną wersję rakiety, Ariane 5 G+, Arianespace i ESA podjęły 14 stycznia 2003 roku decyzję o przełożeniu jej startu, aż do czasu zakończenie dochodzenia o przyczynach katastrofy. Sonda została zabezpieczona i częściowo zdemontowana, a z jej zbiorników wypompowano hydrazynę.
Przełożenie startu spowodowało utratę okna startowego do komety 46P/Wirtanen i zmusiło do poszukiwania nowego celu misji. Po przeanalizowaniu możliwych okien startowych w następnych dwóch latach, Komitet Programu Naukowego ESA podjął, na spotkaniu w dniach 13 i 14 maja 2003, decyzję o wyborze komety 67P/Czuriumow-Gierasimienko, ze startem w lutym 2004. Ponieważ kometa ta jest większa od komety Wirtanena, wzrosła przewidywana prędkość opadania przy lądowaniu na jej powierzchni. Zmusiło to do wprowadzenia modyfikacji w konstrukcji podstawy lądownika sondy. Kampania przedstartowa została wznowiona 24 października 2003 roku, a okno startowe trwało od 26 lutego do 17 marca 2004.

## Przebieg misji
24 lutego 2004 roku umieszczona na szczycie rakiety nośnej Rosetta została przetransportowana na stanowisko startowe ELA-3. Pierwszy, zaplanowany na 26 lutego, termin startu został przełożony z powodu zbyt silnych wiatrów na dużych wysokościach. Kolejna próba startu 27 lutego została odwołana z powodu odpadnięcia fragmentu izolacji termicznej pierwszego stopnia rakiety. Na czas niezbędny do dokonania naprawy rakieta została wycofana do hali montażowej.
Start sondy nastąpił 2 marca 2004 o 07:17 UTC. Pierwszy stopień rakiety Ariane 5 G+ osiągnął po 9 minutach wstępną orbitę o perygeum 45 km i apogeum 3849 km. Zapłon drugiego stopnia rakiety nastąpił o 09:14 UTC i trwał przez 17 minut. Oddzielenie sondy nastąpiło o 09:32 UTC. Rosetta została wprowadzona na orbitę heliocentryczną o peryhelium 0,885 au, aphelium 1,094 au i nachyleniu względem ekliptyki 0,4°. Następnego dnia po starcie została rozłożona antena główna oraz wykonano testowy manewr korekty trajektorii lotu.
11 marca 2004 podjęto ostateczną decyzję o wyborze planetoid (2867) Šteins i (21) Lutetia jako celów bliskich przelotów sondy podczas misji. 30 kwietnia Rosetta wykonała pierwsze obserwacje naukowe, których celem była odległa o około 95 mln km kometa C/2002 T7 (LINEAR). 10 maja 2004, w pobliżu peryhelium, sonda wykonała pierwszy duży manewr zmiany trajektorii, który zmienił jej prędkość o 152,8 m s-1. Faza testów postartowych została zakończona w październiku 2004 roku.
4 marca 2005 sonda po raz pierwszy przeleciała koło Ziemi w celu wykonania manewru asysty grawitacyjnej. Największe zbliżenie, na odległość 1954,74 km nad Oceanem Spokojnym, miało miejsce o 22:09:14 UTC. Podczas przelotu wykonano testy trybu sterowania, który został później użyty podczas bliskich przelotów obok planetoid (Asteroid Flyby Mode). Położenie sondy było wtedy sterowane przez kamerę nawigacyjną, która śledziła pozycję Księżyca. W wyniku przelotu prędkość sondy względem Słońca zwiększyła się o 3,797 km s-1, a aphelium orbity osiągnęło 1,7 au.
Od 28 czerwca do 14 lipca 2005 roku sonda prowadziła kampanię obserwacyjną komety 9P/Tempel 1, w związku z uderzeniem sondy Deep Impact w jej jądro. Wykorzystano instrumenty OSIRIS, ALICE, VIRTIS i MIRO. W momencie uderzenia impaktora, w dniu 4 lipca 2005, Rosetta znajdowała się w odległości 79,5 mln km od komety.
29 września 2006, w pobliżu peryhelium, wykonano manewr zmiany trajektorii (Δv = 31,8 m s-1), który skierował ją w kierunku Marsa.
25 lutego 2007 Rosetta przeleciała obok Marsa. W momencie największego zbliżenia, o 01:57:59 UTC, sonda znajdowała się w odległości 250,6 km od powierzchni planety. Przeleciała tuż nad jego egzosferą – granica umownie zaczynająca się na wysokości 200 kilometrów. Instrumenty na pokładzie orbitera oraz lądownika Philae wykonały obserwacje Marsa oraz przejścia Fobosa nad jego powierzchnią. Podczas przelotu sonda przez 24 minuty znajdowała się w strefie zaćmienia. Panele ogniw słonecznych pozostawały bez źródła energii, w związku z tym kontrola lotu wprowadziła Rosettę w stan uśpienia na blisko trzy godziny, bez możliwości komunikacji – miała działać na samych bateriach. Pierwotnie nie przewidywano takiej operacji. Była to krytyczna faza, ponieważ orbiter nie był zaprojektowany do takiej sytuacji. Gdyby zakończyła się niepowodzeniem, utracono by statek o wartości około miliarda euro. W trakcie tego ważnego manewru naukowcy mieli możliwość przetestowania autonomicznego działania wybranych instrumentów lądownika, który na powierzchni komety działa z użyciem baterii. W wyniku przelotu prędkość sondy względem Słońca zmniejszyła się o 2,193 km s-1, co wprowadziło ją na prowadzącą w kierunku Ziemi orbitę o peryhelium 0,78 au, aphelium 1,59 au i nachyleniu względem ekliptyki 1,9°.

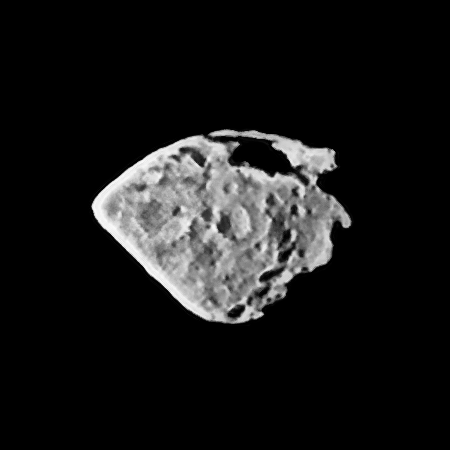
Planetoida Šteins na zdjęciu sondy Rosetta

13 listopada 2007 Rosetta dokonała drugiego przelotu koło Ziemi, zbliżając się o 20:57:23 UTC na odległość 5295 km nad południową częścią Oceanu Spokojnego. Zmieniona w wyniku asysty grawitacyjnej orbita sięgnęła po przelocie pasa planetoid, przyjmując wartości: peryhelium 0,91 au, aphelium 2,26 au i nachylenie 7,7°. Zbliżająca się do Ziemi sonda została w dniach 7 i 8 listopada zaobserwowana przez teleskopy i początkowo błędnie rozpoznana przez astronomów jako planetoida (oznaczenie: 2007 VN84). Każde zbliżenie było okazją do przetestowania kamer i instrumentów sondy.
5 września 2008 Rosetta przeleciała z prędkością względną 8,6 km s−1 obok planetoidy pasa głównego (2867) Šteins. Największe zbliżenie, na odległość 802,6 km, miało miejsce o 18:38:20 UTC. Odległość przelotu została tak dobrana, żeby umożliwić ciągłe nakierowanie instrumentów sondy w kierunku planetoidy. Rosetta wykonała obserwacje optyczne i spektroskopowe powierzchni planetoidy, zbadała jej środowisko magnetyczne i radiacyjne, poszukiwała cząstek gazu i pyłu oraz przeprowadziła eksperymenty radiowe. Kamera wąskokątna (NAC) niestety przerwała swoje działanie w odległości 5200 km, na 10 minut przed największym zbliżeniem, przez co zdjęcia z mniejszej odległości wykonywała tylko kamera szerokokątna (WAC), o mniejszej rozdzielczości. 
13 listopada 2009 sonda dokonała trzeciego, a zarazem ostatniego przelotu koło Ziemi, zbliżając się o 07:45:40 UTC na odległość 2479,5 km nad Oceanem Indyjskim, na południe od Jawy. W wyniku przelotu prędkość sondy względem Słońca zwiększyła się o 3,6 km s-1, dzięki czemu Rosetta osiągnęła wystarczającą energię orbitalną, żeby dotrzeć do komety 67P/Czuriumow-Gierasimienko. Peryhelium nowej orbity wynosiło 0,98 au, a aphelium 5,33 au.

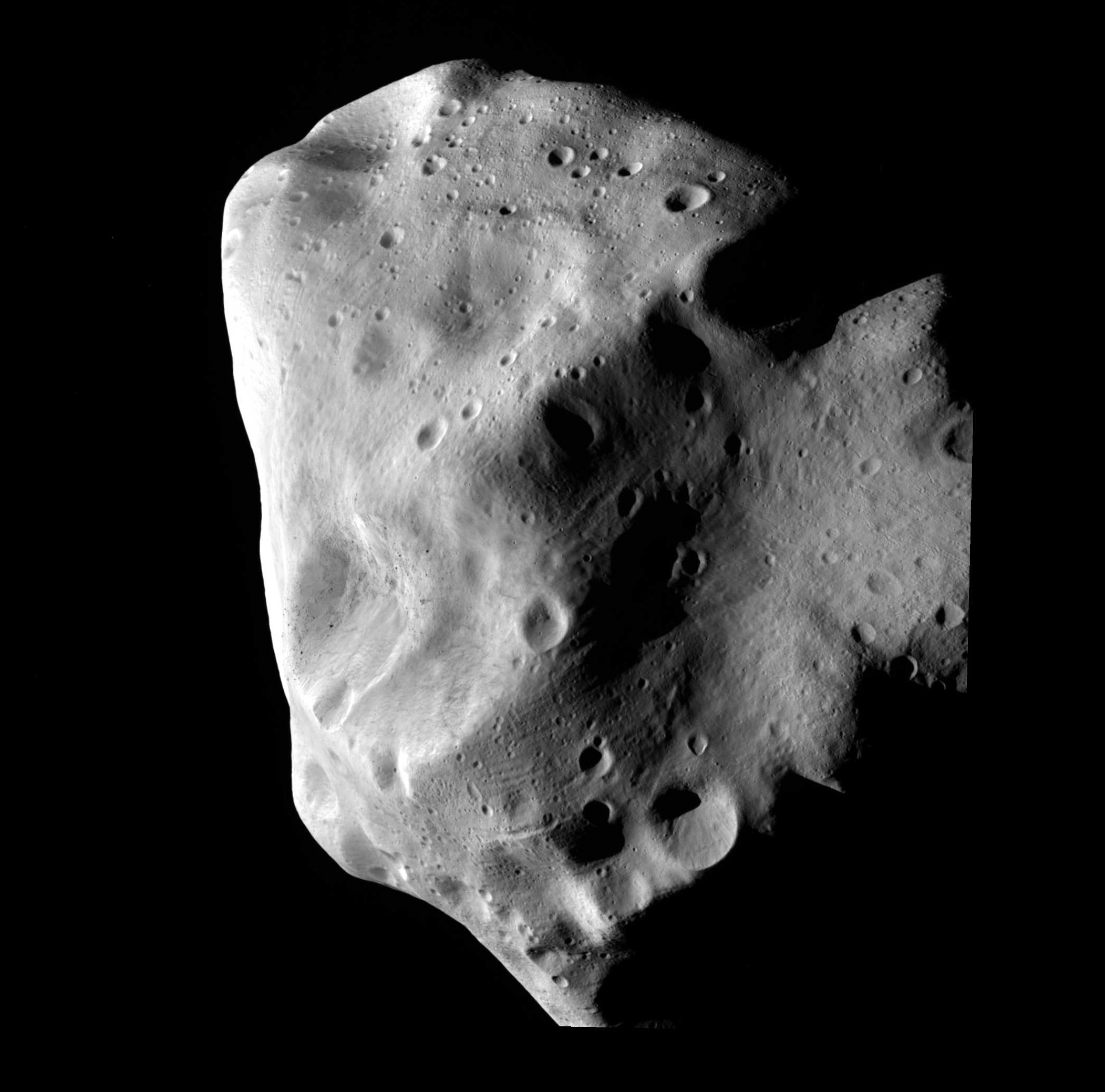
Planetoida Lutetia na zdjęciu z sondy Rosetta

10 lipca 2010 Rosetta przeleciała z prędkością względną 15 km s−1 obok planetoidy pasa głównego (21) Lutetia. Największe zbliżenie, na odległość 3168,2 km, nastąpiło o 15:44:57 UTC. Przelot miał miejsce w odległości 2,72 au od Słońca i 3,05 au od Ziemi. Podczas przelotu sonda autonomicznie śledziła położenie planetoidy. Dziewięć z jedenastu instrumentów na pokładzie orbitera oraz dodatkowo trzy instrumenty na pokładzie Philae wykonywało obserwacje planetoidy i jej otoczenia. Zostały uzyskane obrazy i obserwacje spektralne w zakresie fal począwszy od ultrafioletu aż po fale submilimetrowe. Dodatkowo wykonano pomiary w poszukiwaniu ewentualnej egzosfery i pola magnetycznego planetoidy. Kamery WAC i NAC instrumentu OSIRIS wykonały łącznie 462 zdjęcia oświetlonej północnej półkuli planetoidy. W ich wyniku m.in. ustalono zakres temperatury na powierzchni Lutecji (170 K – 245 K czyli od -103 °C do -28 °C) oraz oszacowano masę planetoidy (1,7 x 1018 kg), która okazała się znacząco niższa od spodziewanej.
W marcu 2011 sonda wykonała pierwsze zdjęcie komety. Rosetta znajdowała się wówczas w odległości 163 milionów kilometrów od celu podróży.
8 czerwca 2011 Rosetta weszła w stan hibernacji, który miał potrwać do 20 stycznia 2014. W tym czasie lot sondy odbywał się przy wyłączeniu większości urządzeń, w użyciu pozostało kilka grzałek, komputer pokładowy i dwa panele baterii słonecznych.

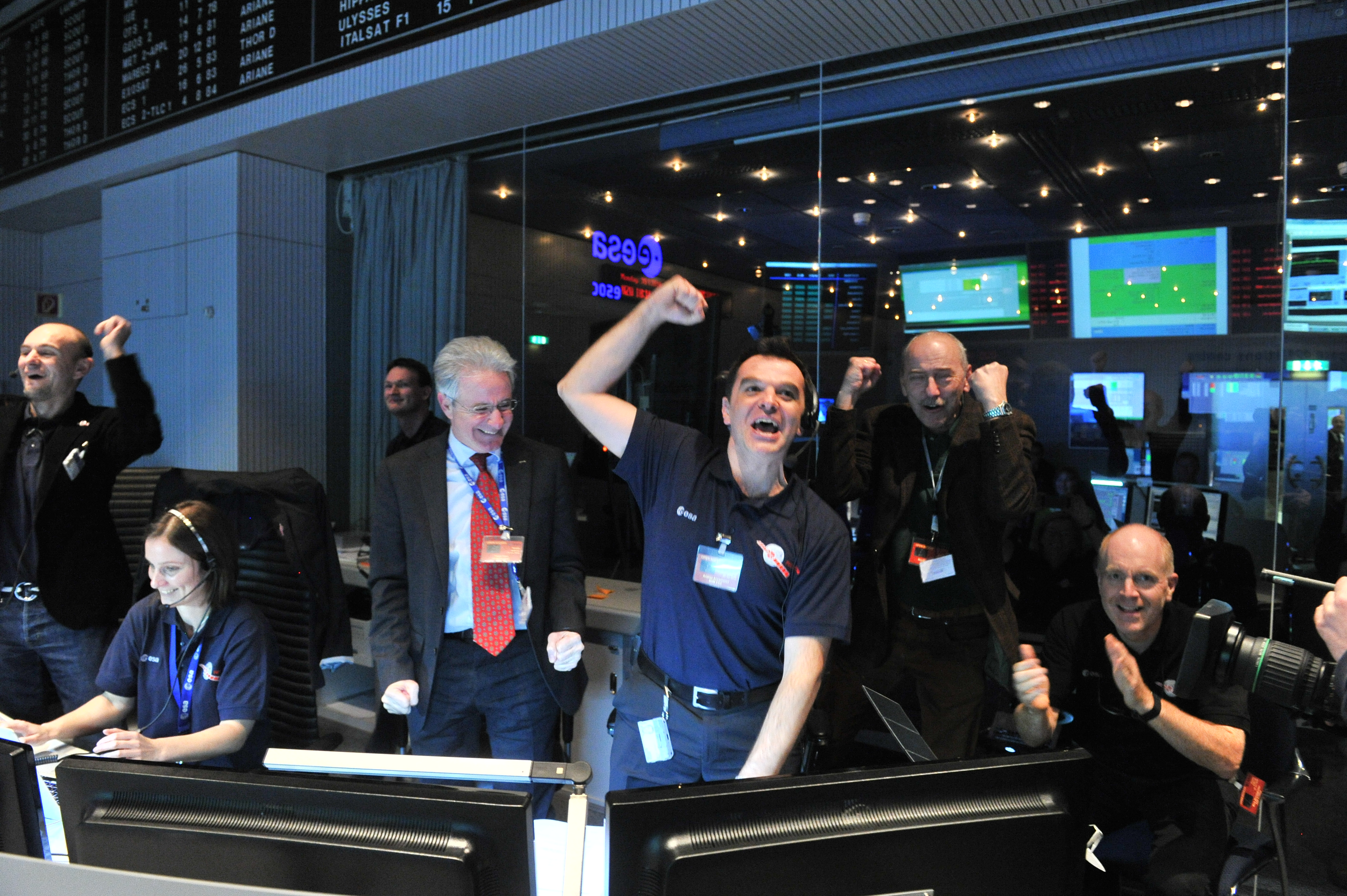
Radość z obudzenia Rosetty z głównym pomieszczeniu kontroli misji w ESOC w Darmstadt.

20 stycznia 2014 zgodnie z planem odebrano sygnał wybudzonej Rosetty. Sonda znajdowała się w odległości 673 mln km od słońca i ok. 9 mln km od komety.
20 i 21 marca 2014 – podczas rozruchu technologicznego, po wybudzeniu sondy, OSIRIS wykonał kolejne zdjęcia komety (około 5 milionów kilometrów). Dane docierały do Ziemi po około 37 minutach, a przesłanie zdjęcia zajmowało około godziny. Kolejne zdjęcia były  wykonywane sukcesywnie w celu bieżącego korygowania trajektorii sondy. Rosetta poruszając się po ówczesnej trajektorii minęłaby kometę w odległości około 50 tysięcy kilometrów.
- maj 2014 – zbliżenie do komety 67P/Czuriumow-Gierasimienko.
- 11 lipca – zdjęcia wykonane przez kamerę OSIRIS pokazały, że jądro komety ma nieregularny kształt składający się z dwóch połączonych z sobą części. Dotychczas kształt jądra był tylko hipotetyczny i został odtworzony przez symulacje komputerowe na podstawie wielokrotnych obserwacji Kosmicznego Teleskopu Hubble’a. Szefowie misji muszą zmienić plany i przystosować je do nowych okoliczności. Kometa 67P jest teraz (18-07-2014) poza orbitą Marsa w odległości 600 milionów km od Słońca[75].
- sierpień 2014 – wejście na orbitę wokół jądra komety. Główny element sondy ma wejść na orbitę 6 sierpnia. Aby zbliżyć się na odległość 100 kilometrów, Rosetta będzie musiała cztery razy uruchomić silniki. Kolejne uruchomienie silników pozwoli osiągnąć orbitę na wysokości 70 km. W tym czasie instrumenty pokładowe będą analizować pole grawitacyjne komety. Następnie orbita zostanie obniżona do 30 km, co pozwoli na sporządzenie mapy powierzchni. Umożliwi to wybrać miejsce na lądowanie Philae i rozpoczęcie badań próbek z powierzchni. Ze względu na kształt jądra komety strefy lądowania mogą być ograniczone. Jeżeli lądowanie się uda, lądownik będzie pierwszym urządzeniem wykonanym ludzką ręką, które osiądzie na powierzchni jądra.
- wrzesień 2014 – kometę dzieli od Ziemi odległość około 424 mln km. Znajduje się więc mniej więcej w połowie drogi między orbitami Jowisza a Marsa, i zbliża się do Słońca z prędkością około 58 tys. km/h. Najbliżej naszej gwiazdy, w odległości 185 mln km, znajdzie się 13 sierpnia 2015. Droga do komety zajęła sondzie dziesięć lat, pięć miesięcy i cztery dni. W trakcie podróży Rosetta pięciokrotnie okrążyła Słońce i przebyła drogę 6,4 mld km. Sonda przystąpiła do dokładnych oględzin komety, by można wybrać miejsce lądowania na jej powierzchni próbnika Philae. Trwają analizy mające spośród pięciu potencjalnych obszarów nadających się do lądowania wybrać jeden główny i jeden zapasowy. Wybór nie jest łatwy: z powodu braku precyzji w nawigowaniu orbitera obszar lądowania będzie elipsą o powierzchni około 1 km². Cały ten rejon nie może mieć stromych uskoków i olbrzymich głazów. Miejsce lądowania powinno być dobrze oświetlone, by zasilić baterie lądownika. Urządzenia Philae potrzebują co najmniej sześciu godzin oświetlenia na każdy trwający 12,7 godzin kometarny dzień. Z potencjalnych obszarów na komecie do lądowania agencja wybrała już obszar główny (oznaczony jako J) oraz zapasowy (obszar C). Możliwe są dwa scenariusze lądowania, w zależności od tego, na którym obszarze będzie następować. W obu przypadkach operacja nastąpi 12 listopada 2014. ESA daje sobie jeszcze szansę na zmianę decyzji co do obszaru podstawowego i zapasowego. Ostateczna decyzja ma zostać podjęta 14 października po analizie dodatkowych zdjęć w wysokiej rozdzielczości. Po wylądowaniu wyposażony w 10 instrumentów Philae będzie prowadzić badania niezależnie od Rosetty, a także wspólnie z orbiterem. By zbadać strukturę jądra komety, będzie wysyłać ku sondzie fale radiowe poprzez kometarne wnętrze. Lądowanie nastąpi jeszcze przed poważniejszym wzrostem kometarnej aktywności[76].
- październik 2014 – w połowie miesiąca sonda sfotografowała grupę skał na powierzchni komety, a największa z nich otrzymała nazwę „Cheops”. Dzięki sondzie naukowcy ustalili też, że kometa uwalnia w przestrzeń kosmiczną wodę w ilości około 1 litra na sekundę[77].

### Lądowanie Philae

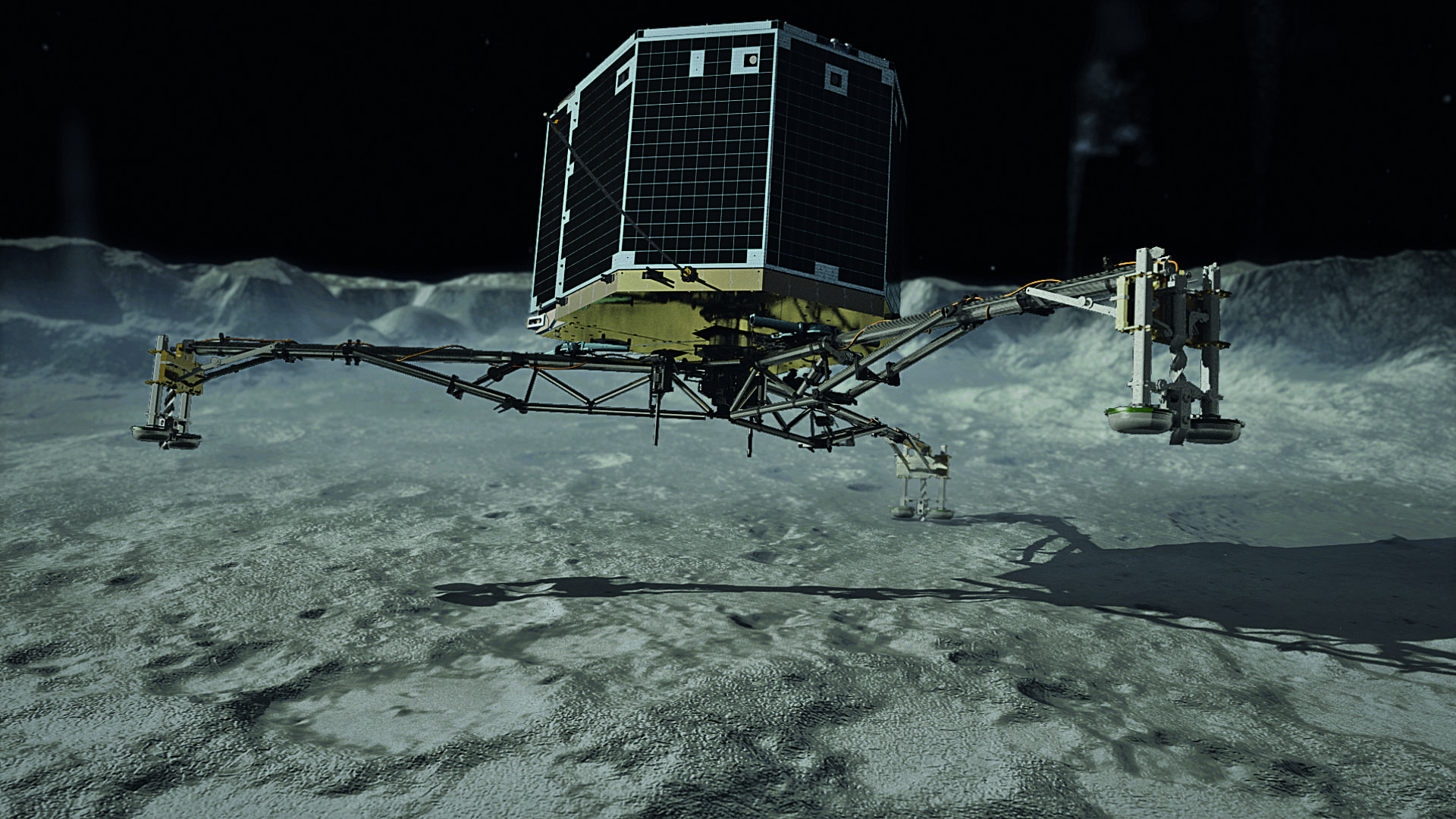
Artystyczna wizja momentu lądowania Philae na komecie

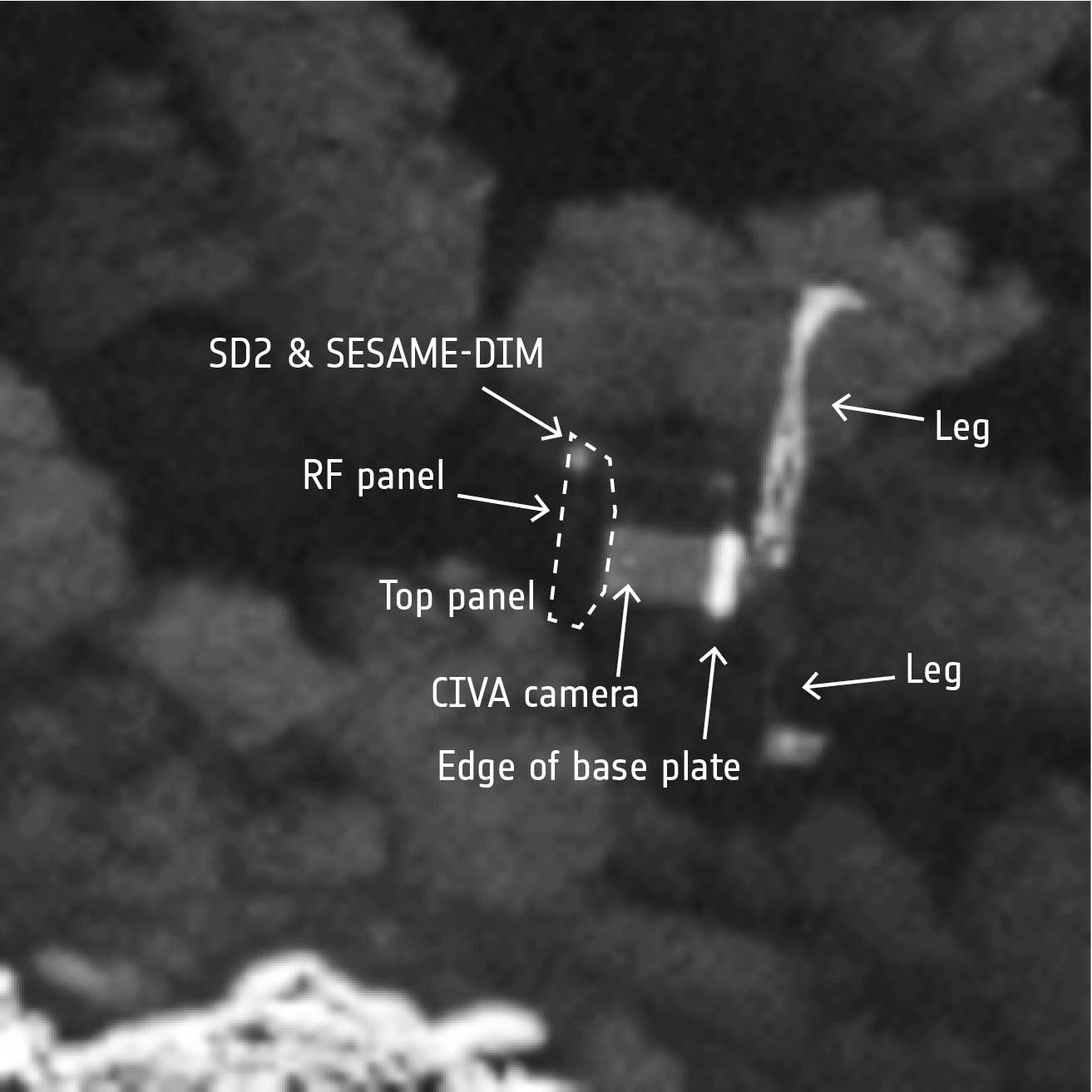
Zdjęcie lądownika Philae leżącego na powierzchni komety

12 listopada 2014 roku, w dniu zaplanowanego lądowania Philae na komecie, Rosetta znajdowała się w odległości 510 mln km od Ziemi i 448 mln km od Słońca. Podczas ostatecznych testów systemów lądownika, wykryto, że nie działa zasilany azotem silnik, którego zadaniem było zapobieżenie odbiciu się Philae od powierzchni komety w momencie lądowania. Podjęto jednak decyzję o kontynuacji misji. O 06:01 UTC, Rosetta wykonała manewr, który zmienił jej trajektorię na prowadzącą w kierunku jądra komety i o 07:20 UTC przyjęła położenie właściwe dla odłączenia lądownika. O 08:35 UTC, w odległości około 22,5 km od centrum komety, nastąpiło odłączenie Philae. Podczas trwającego siedem godzin opadania po trajektorii balistycznej, lądownik wykonywał zdjęcia powierzchni komety, pomiary pola magnetycznego, pyłu i plazmy. Aktywny był także eksperyment radiowy pomiędzy lądownikiem i orbiterem. O 15:34:04 UTC, Philae zetknął się z powierzchnią komety w zaplanowanym rejonie lądowania, nazwanym Agilkia. Harpuny kotwiczące, które miały przytwierdzić lądownik do powierzchni, nie wystrzeliły i Philae odbił się od niej przelatując kolejne kilkaset metrów. O 16:20 UTC lądownik zawadził w locie prawdopodobnie o krawędź krateru, co spowodowało zmianę w jego rotacji i odchylenie trajektorii lotu, ale nie spowodowało rozbicia bądź kompletnej destabilizacji położenia. 
O 17:25:26 UTC lądownik po raz drugi zetknął się z powierzchnią, ponownie się od niej odbił i ostatecznie znieruchomiał przy trzecim lądowaniu o 17:31:17 UTC. Miejsce lądowania, które później otrzymało nazwę Abydos, okazało się bardzo niekorzystne. Philae znalazł się w cieniu ściany klifu, który ograniczał padanie światła słonecznego na lądownik do zaledwie półtorej godziny w ciągu trwającego 12,4 h obrotu komety wokół osi. Uniemożliwiło to naładowanie baterii pomocniczych i długotrwałe funkcjonowanie lądownika. Zdołano jednak zebrać dane z wszystkich znajdujących się na pokładzie instrumentów podczas pierwszej sesji naukowej. Łączność ostatecznie utracono 15 listopada 2014 o 00:36 UTC, po wyczerpaniu głównych baterii pokładowych, po czym lądownik wszedł w stan hibernacji. Uniemożliwiło to dalsze badania.
| Zdarzenie                                         | Czas pokładowy (h:min:s UTC, 12 listopada 2014) | Uwagi. Współrzędne miejsca lądowania                                   |
| ------------------------------------------------- | ----------------------------------------------- | ---------------------------------------------------------------------- |
| Odłączenie od orbitera Rosetta                    | 08:35:00 ± 1s                                   | wysokość około 20,5 km. prędkość względem orbitera 0,1876 m/s          |
| Pierwsze zetknięcie z powierzchnią (Agilkia)      | 15:34:03,98 ± 0,10 s                            | długość 335,689°, szerokość 12,041°                                    |
| Zderzenie z krawędzią krateru                     | 16:20:00 ± 2 s                                  |                                                                        |
| Drugie zetknięcie                                 | 17:25:26 ± 1 s                                  |                                                                        |
| Trzecie zetknięcie (ostateczne lądowanie, Abydos) | 17:31:17 ± 1 s                                  | najbardziej prawdopodobne współrzędne: długość 358,2°, szerokość –8,2° |
| Koniec sesji łączności                            | 17:59:44 ± 1 s                                  |                                                                        |

13 czerwca 2015 o 20:28:11 UTC Philae ponownie, po raz pierwszy od listopada 2014 roku, nawiązał krótkotrwały, trwający 78 s, kontakt z orbiterem Rosetta. Przesłane zostały pakiety danych telemetrycznych zawierające informacje o temperaturze, stanie komputerów pokładowych i systemu zasilania w energię elektryczną. Lądownik jeszcze siedmiokrotnie nawiązywał krótkotrwały i przerywany kontakt z orbiterem (w dniach: 14, 19, 20, 21, 23 i 24 czerwca oraz, po raz ostatni, 9 lipca 2015 roku). Łączność była jednak zbyt krótka i niestabilna, żeby umożliwić wykonanie jakichkolwiek pomiarów naukowych. Przekazane dane telemetryczne wskazywały też, że na pokładzie Philae doszło do awarii jednego z dwóch nadajników i odbiorników radiowych.
Philae został zidentyfikowany na zdjęciu wykonanym 2 września 2016 roku, mniej niż miesiąc przed zakończeniem misji Rosetta, przez kamerę wąskokątną OSIRIS z wysokości zaledwie 2,7 km. Lądownik leżał przewrócony na boku w zacienionej szczelinie na powierzchni komety.

### Przebieg misji po lądowaniu Philae
23 czerwca 2015 roku oficjalnie zakomunikowano o przedłużeniu misji sondy od końca grudnia 2015 do końca września 2016 roku.
13 sierpnia 2015 roku kometa przeszła przez peryhelium, w odległości 186 milionów km od Słońca.
27 lipca 2016 roku wyłączono znajdujące się na pokładzie sondy urządzenie odpowiedzialne za łączność z lądownikiem Philae (ostatni raz sygnał z lądownika został odebrany 9 lipca 2015 roku). Pod koniec lipca 2016 roku sonda znajdowała się w odległości 520 milionów km od Słońca i każdego dnia moc energii elektrycznej produkowanej przez baterie słoneczne spadała o 4 W.
30 września 2016 – Upadek sondy na powierzchnię jądra komety i zakończenie misji. O godzinie 13:19 czasu polskiego uzyskano potwierdzenie, że sonda dokonała kontrolowanego upadku na powierzchnię komety.

## Koszt misji
Całkowity koszt misji Rosetta wyniósł 1,4 miliarda euro. W sumie tej zawarty jest koszt budowy sondy, jej instrumentów naukowych i lądownika, rakiety nośnej i startu oraz koszty operacyjne podczas całej misji.

## Wątki polskie
Polscy naukowcy z Centrum Badań Kosmicznych PAN w Warszawie i kilku innych ośrodków badawczych brali udział przy konstrukcji penetratora lądownika Philae.
Członkiem zespołu sterowania (Mission Control Team) jest Polak Andrzej Olchawa, który pracuje w nim jako menedżer systemów danych (Data System Manager). Oprócz misji Rosetta pracuje także przy innych misjach w kosmosie (Mars Express, Venus Express).
Menedżerem jednego z zespołów w misji Rosetta był polski naukowiec Artur Bartłomiej Chmielewski, syn rysownika Henryka Chmielewskiego („Papcia Chmiela”).
Na zlecenie ESA, studio Platige Image zrealizowało film "Ambition". Film wyreżyserował Tomasz Bagiński, nominowany w 2002r. do Oscara za film „Katedra”.